# Monique Riley
Pour les articles homonymes, voir Riley.
Monique Riley, née le 23 novembre 1995 à Sydney, est une mannequin et actrice australienne, lauréate du concours Miss Univers Australie 2022.

## Biographie
Riley est né à Sydney et originaire du Queensland. Elle travaille comme assistante de direction avec un diplôme en industries créatives de l'Université de technologie du Queensland à Brisbane. Elle a ensuite auditionné pour le Institut national d'art dramatique de Sydney, en Nouvelle-Galles du Sud.
Au milieu de la nouvelle pandémie de coronavirus (COVID-19), qui a commencé en 2020, elle a travaillé à temps partiel comme mannequin et actrice à Sydney tout en servant d'assistante de direction pour aider à diriger l'entreprise de construction de son partenaire.

## Concours de beauté

### Miss Univers Australie 2022
Le 9 septembre 2022, Riley a affronté 36 autres candidats à Miss Univers Australie 2022 au Warner Bros. Movie World à Gold Coast, Queensland. Dans la compétition, Riley s'est qualifié pour le Top 10 et plus tard le Top 5, avant d'être annoncé comme le vainqueur de la compétition et a été remplacé par Daria Varlamova.

### Miss Univers 2022
Riley représentera l'Australie à Miss Univers 2022.